# HD 157172
HD 157172 — звезда, которая находится в созвездии Змееносец на расстоянии около 104 световых лет от нас. Вокруг звезды обращается, как минимум, одна планета.

## Характеристики
HD 157172 представляет собой жёлтый карлик 7,84 видимой звёздной величины; впервые в астрономической литературе упоминается в каталоге Генри Дрейпера, изданном в начале XX века. Температура поверхности HD 157172 составляет около 5490 кельвинов.

## Планетная система
В 2011 году калифорнийской группой астрономов, работающих со спектрографом HARPS, было объявлено об открытии планеты HD 157172 b в системе. Это газовый гигант, имеющий массу, равную 38 массам Земли. Он обращается на расстоянии 0,41 а.е. от родительской звезды, совершая полный оборот за 104 с лишним суток. Открытие планеты было совершено методом доплеровской спектроскопии. Общее время наблюдений составило 2157 суток.